# Pesquisa em Direito
A pesquisa em direito ou pesquisa jurídica ou investigação jurídica é uma das dimensões da educação aplicada ao saber jurídico que busca obter as informações necessárias para apoiar a tomada de decisões pelas instituições jurídicas.
Os processos de pesquisa jurídica variam de acordo com cada país ou sistema jurídico envolvido. A pesquisa em direito é responsável pela produção da doutrina jurídica, o que contribui para:
1. Desenvolvimento das fontes do direito de uma determinada jurisdição ( jurisprudência, legislação, etc.).
2. Investigação sobre tópicos jurídicos específicos.
3. Pesquisa de fontes não formais do direito, além do diálogo interdisciplinar com outros saberes não-jurídicos.

A pesquisa em direito é desenvolvida por meio de publicações acadêmicas especializadas (livros doutrinários, manuais, coletâneas, obras monográficas, além de artigos publicados em periódicos ou revistas jurídicas), as quais são produzidas por investigadores independentes ou, então, vinculados a instituições jurídicas (Tribunais, Ministério Público, Escritórios de Advocacia, etc.), a centros de pesquisa mantidos por universidades, associações científicas ou profissionais, e a redes de pesquisa aglutinadoras de tais centros de investigação.

## Principais periódicos jurídicos

### Publicados em língua espanhola
- Revista Derecho del Estado;
- Revista Prolegómenos. Derechos y Valores;
- Revista de Derecho Político;
- Derecho PUCP (Peru);
- Revista de Bioética y Derecho (Espanha);[3]
- Revista de Derecho Privado;
- Revista CES Derecho;
- Revista de derecho (Colômbia);
- El Cronista del Estado Social y Democrático de Derecho;
- Relaciones Laborales y Derecho del Empleo.

### Publicados em língua francesa
- Revue Internationale de Sémiotique Juridique;[4]
- La Revue Canadienne Droit et Société;
- Droit et Societé;
- Revue d'histoire du droit international;
- Revue de Droit du Travail.

### Publicados em língua inglesa
- Harvard Law Review;
- Yale Law Journal;
- Columbia Law Review;
- University of Chicago Law Review;
- University of Pennsylvania Law Review;
- California Law Review;
- Stanford Law Review;
- Notre Dame Law Review;
- Georgetown Law Journal;
- Boston University Law Review.

### Publicados em língua portuguesa
- Revista Acadêmica da Faculdade de Direito do Recife (Brasil);
- Revista Brasileira de Estudos Políticos (Brasil);
- Revista da Faculdade de Direito da Universidade de São Paulo (Brasil);
- Revista de Informação Legislativa (Brasil);
- Revista Direito e Práxis (Brasil);
- Revista dos Tribunais (Brasil);
- Revista Jurídica da Presidência da República (Brasil);
- Boletim da Faculdade de Direito da Universidade de Coimbra (Portugal).

## Notórios centros de investigação e redes de pesquisa

### Brasil
- Conselho Nacional de Pesquisa e Pós-graduação em Direito;
- Instituto Brasileiro de Ciências Criminais;
- Instituto Brasileiro de Direito Constitucional;
- Instituto Brasileiro de Direito da Informática;
- Instituto Brasileiro de Direito Público;
- Instituto Brasileiro de Estudos Tributários;
- Rede Brasileira de Direito e Literatura;
- Rede Brasileira de Pesquisa em Direito e Políticas Públicas;
- Rede de Pesquisa de Direito Civil Contemporâneo;
- Rede de Pesquisa em Direito de Família e Sucessões;
- Rede de Pesquisa Empírica em Direito;
- Rede Norte Nordeste de Pesquisa em Direito;
- Sociedade Brasileira de Direito Público.

### Portugal
- Centro de Direito Biomédico da Universidade de Coimbra;
- Centro de Direito da Família da Universidade de Coimbra;
- Centro de Direito do Consumo da Universidade de Coimbra;
- Centro de Estudos de Direito do Ordenamento, do Urbanismo e do Ambiente;
- Centro de Investigação de Direito Privado da Universidade de Lisboa;
- Centro de Investigação de Direito Público da Universidade de Lisboa;
- Centro de Investigação Jurídica da Faculdade de Direito da Universidade do Porto;
- Centro de Investigação para a Justiça e Governação da Universidade do Minho;
- Instituto de Direito Económico, Financeiro e Fiscal da Universidade de Lisboa;
- Instituto de Investigação Interdisciplinar da Faculdade de Direito da Universidade de Lisboa;
- Ius Gentium Conimbrigae;
- Instituto Jurídico da Faculdade de Direito da Universidade de Coimbra;
- Instituto Jurídico da Comunicação da Universidade de Coimbra;
- Núcleo de Estudos de Direito das Autarquias Locais da Universidade do Minho.